# Coenina tergimacula
Coenina tergimacula là một loài bướm đêm trong họ Geometridae.